# نيكولا بيريتش
نيكولا بيريتش (بالصربية: Никола Перић)‏ (4 فبراير 1992 بشاباتس في صربيا - ) هو لاعب كرة قدم صربي في مركز حراسة المرمى. شارك مع منتخب صربيا تحت 19 سنة لكرة القدم ومنتخب صربيا تحت 21 سنة لكرة القدم. أما مع النوادي، فقد لعب مع نادي فويفودينا ونادي ياغودينا وهايدوك كولا ونادي فودوفاك ‏ وماكفا شاباتس ‏.

## وصلات خارجية
- نيكولا بيريتش على موقع الاتحاد الأوربي (الإنجليزية)
- نيكولا بيريتش على موقع قاعدة بيانات كرة القدم.إي يو (الإنجليزية)
- نيكولا بيريتش على موقع Soccerway.com (الإنجليزية)